# Cape Canaveral Air Force Station

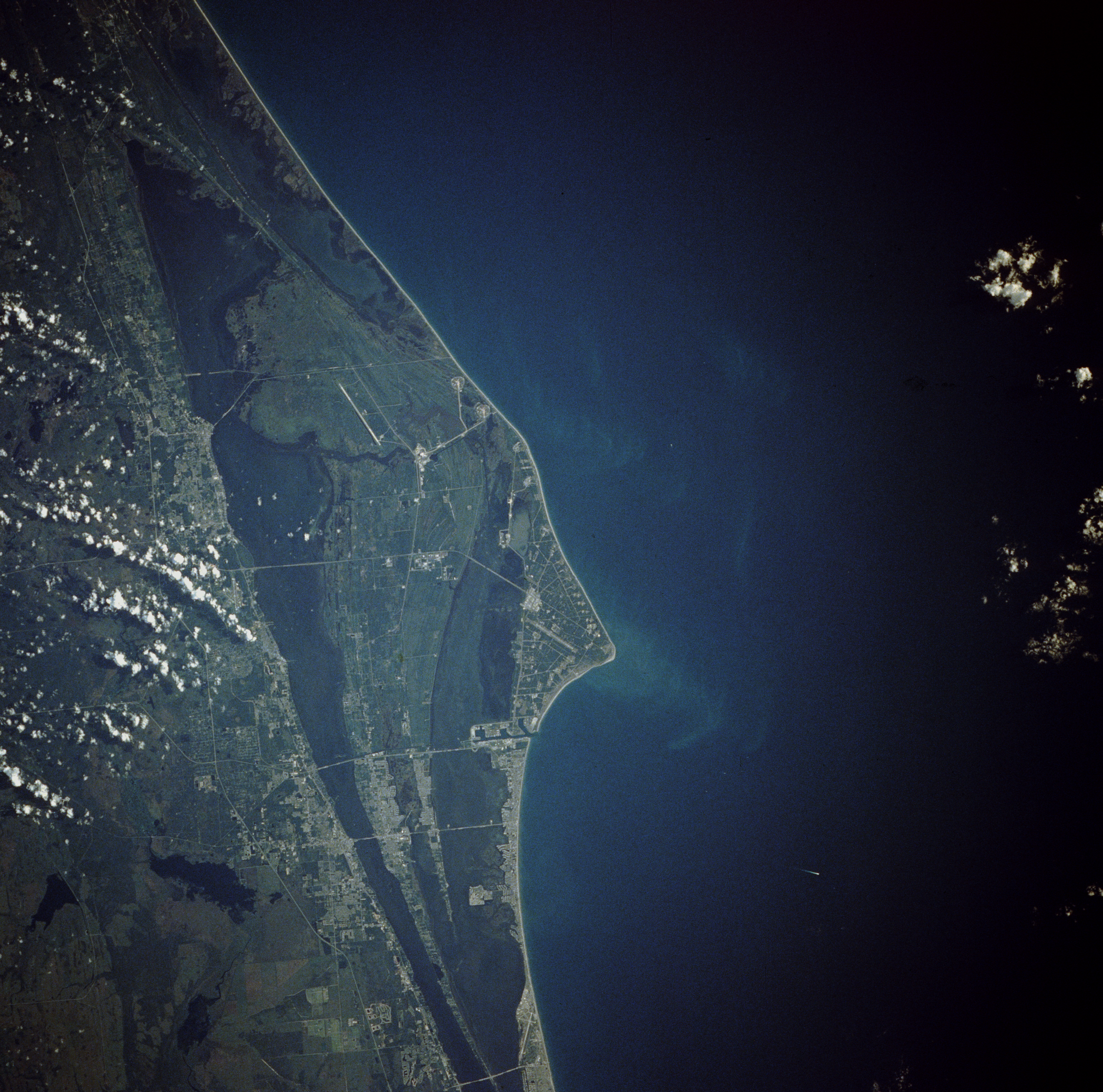
Cape Canaveral az űrből

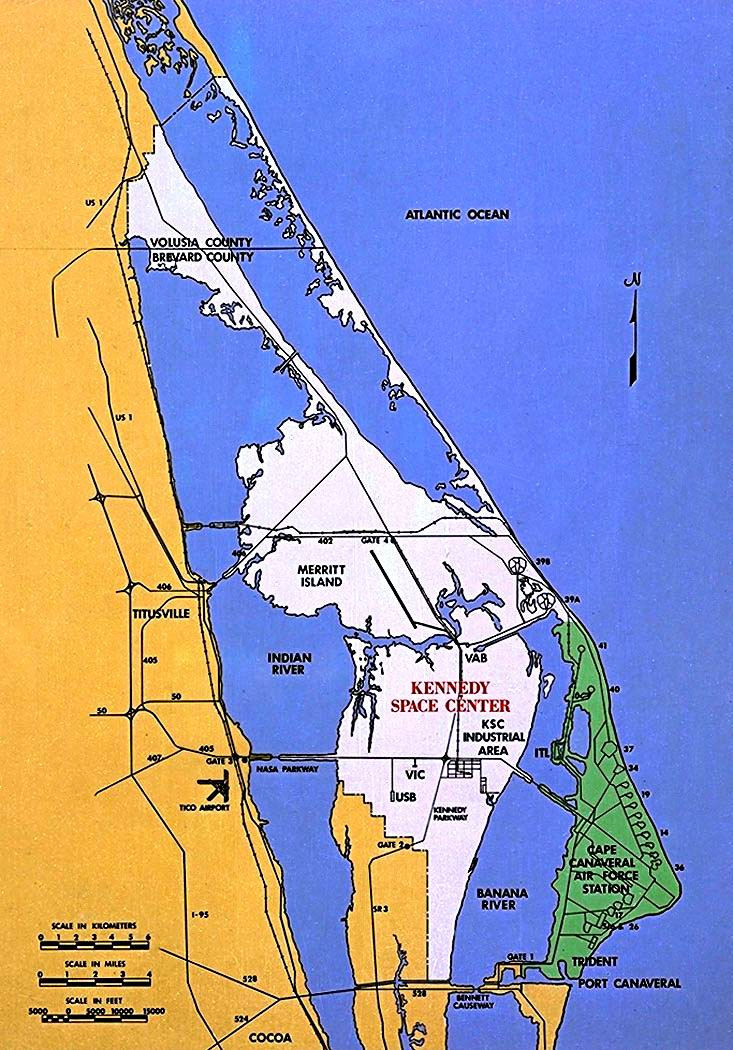
Cape Canaveral Air Force Station (zöld színnel) és a Kennedy Űrközpont (szürke színnel) elhelyezkedése

A Cape Canaveral Air Force Station az Egyesült Államok Légierejének (USAF) rakétaindításra szolgáló bázisa. Az első rakétaindítás Cape Canaveralból 1950. július 24-én volt a Bumper–8 rakétával a 3-as indítóállásból. Cape Canaveralból az első sikeres műholdindítást 1958. január 31-én hajtották végre, amikor pályára állították az első amerikai műholdat, az Explorer–1-et.

## Története
Cape Canaveral fejlődése akkor gyorsult fel, amikor 1958-ban létrehozták a NASA-t, az Amerikai Egyesült Államok Nemzeti Légügyi és Űrhajózási Hivatalát (National Aeronautics and Space Administration), mert 1957 végére világossá vált, hogy az Egyesült Államok az űrkutatásban lemaradt a Szovjetunió mögött. A hely kiválasztását az indokolta, hogy délnyugati irányban több ezer kilométeren át amerikai birtokban lévő szigetekről követhetik figyelemmel az innen indított rakétákat. Eddig valamennyi űrhajós erről a kilövőállomásról startolt. Emellett Cape Canaveralról indítanak meteorológiai és távközlési mesterséges holdakat. (A katonai rendeltetésű felderítő- és kémholdak kilövőhelye a nyilvánosság elől elzárt kaliforniai Vandenberg légitámaszpont.)

## Helyszíni kiállítás
A kiállítás elején mutatják be az amerikai űrkutatási és űrhajózási program nevezetességeit, köztük a holdkomp modelljét. A körút végigvezet a kilövőállomások között, érint egy szabadtéri bemutatót, ahol az eddig felhasznált különböző rakéták modelljeit állítják ki, elvisz néhány laboratóriumba, abba is, ahol az űrhajósok készülnek fel szimulátor berendezésekkel feladataik végrehajtására (bár a gyakorlatokat általában a Texasban található houstoni űrközpontban végzik). A kirándulás legérdekesebb pontja az indítóállás, ahonnan az Apollo-űrhajók indultak, továbbá a közelben lévő, több mint 150 m magas szerelőcsarnok. Ebben végzik az óriás rakéták összeszerelését és a berendezések üzempróbáit (a rakéták különböző fokozatai, utaskabinjai és más részei a gyárakból hajóval és repülőgépen érkeznek ide).
A szerelőcsarnokban található az ún. mobile launcher, a hatalmas mozgó szerelő- és indítóállvány. Amikor a rakéta és az űrhajó összeszerelése és kipróbálása befejeződött, az ötezer tonna súlyú, hatalmas acéllábakon nyugvó, csaknem 140 m magas állvány alá begördül egy nagy traktor, s az egész harmincemeletes építményt, amelyen már ott van az összeszerelt rakéta is, lassan „vállára veszi”. Ez a nyolc lánctalppal szállító jármű több mint negyven méter hosszú, harminc méternél szélesebb, súlya megközelítőleg 3000 tonna. Óránként másfél km-es sebességgel szállítja terhét a kb. öt km-re levő indítóhelyig, ahova addigra már kivitték a másik szerelőtornyot is. Erről folyik a végső szerelés, majd a rajt előtt néhány órával ez a szerkezet visszakerül eredeti helyére, s csak szerelés, majd a kilövőtorony marad a rakéta mellett. Ha éppen az indítás előkészületeivel foglalkoznak, a hatalmas komplexum zárva marad a látogatók előtt; magát a rajtot pedig, biztonsági okokból, csak sok kilométeres távolságból lehet megtekinteni.

## Nevezetes indítóállások

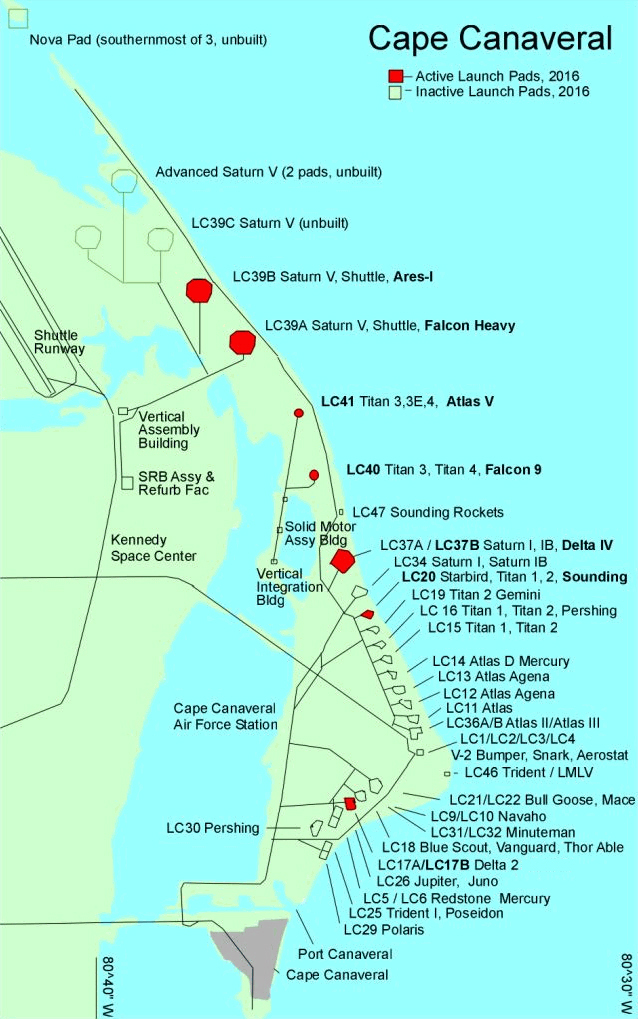
A Cape Canaveral Air Force Station indítóállásai

- LC–5 – A Mercury-program Redstone hordozórakétáinak indítóállása, napjainkban inaktív
- LC–14 – A Mercury-program Atlas és a Gemini-program Atlas–Agena rakétáinak indítóállása, napjainkban inaktív
- LC–17A és LC–17B – Korábban Thor, napjainkban Delta II indítóállások
- LC–19 – Gemini-program Titanhordozórakétáinak indítóállása, napjainkban inaktív
- LC–31 – Minuteman interkontinentális ballisztikus rakéta silója, a Challenger űrrepülőgép maradványait tárolják benne
- LC–34 – Saturn I indítóállás, a katasztrófába torkollt Apollo–1 és az Apollo–7 repüléseknél használták
- LC–37A és LC–37B – Eredetileg Saturn I indítóállások, az LC–37A-ról indult az Apollo–5, napjainkban Delta–4 indítóállás, az LC–37B-t sohasem használták
- SLC–40 – Eredetileg Titan III és Titan IV indítóállása volt, 2009-től a SpaceX Falcon 9 indítására használják
- LC–41 – Atlas–5 indítóállás
- LC–47